# Малмбериет
Малмбериет (на шведски: Malmberget) е град в северна Швеция, лен Норботен, община Йеливаре. Намира се на около 860 km на североизток от централната част на столицата Стокхолм, на около 180 km на северозапад от главния град на лена Люлео и на 5 km на север от общинския център Йеливаре. Има крайна жп гара. Мини за желязна руда. Населението на града е 5590 жители според данни от преброяването през 2010 г.